# آتش‌سوزی و ریزش ساختمان پلاسکو
آتش‌سوزی و ریزش ساختمان پلاسکو، حادثه‌ای بود که صبح روز پنجشنبه ۳۰ دی ۱۳۹۵ در چهارراه استانبول واقع در مرکز تهران، ایران رخ داد. در پی وقوع این آتش‌سوزی، ساختمان پلاسکو به‌طور کامل فرو ریخت. ساختمان پلاسکو در حالی پس از ۳٫۵ ساعت سوختن، فرو ریخت که تعداد زیادی مأمور آتش‌نشانی در حال مهار آتش‌سوزی، در بیرون و داخل ساختمان بودند و عده‌ای از آن‌ها زیر آوارِ ناشی از فرو ریختن ساختمان ماندند و کشته شدند.
بنابر گزارش اورژانس تهران، آخرین آمار اعلامی از تعداد مصدومان این حادثه ۲۳۵ نفر بوده است. ۱۸۱ نفر از مصدومان به صورت سرپایی تحت درمان قرار گرفتند و ۵۵ نفر دیگر نیز به بیمارستان منتقل شدند که یک نفر از آن‌ها فوت کرد. ۵۲ نفر نیز پس از بستری در بیمارستان و دریافت خدمات درمانی لازم، ترخیص شدند. آمارهای متفاوتی در مورد مفقود شدگان وجود دارد اما اکثر این آمار بین ۲۰ تا ۳۰ تن است. یکی از آتش‌نشانان حاضر در زمان تخریب به علت شدت سوختگی در بیمارستان درگذشت. همچنین طبق اعلام رسانه‌های ایران در روزهای پس از حادثه، پیکر ۱۶ آتش‌نشان و ۶ شهروند عادی نیز از زیر آوار خارج شده و با این حساب مجموع قربانیان اعلام شده از طرف پزشک قانونی ۲۲ نفر است.
به نوشته ایرنا، ۱٫۲۰۰ واحد در پلاسکو وجود داشت که بر اساس آمارها ۵۶۰ واحد از آن فعال بودند. بر اساس این گزارش، ۱۵ هزار میلیارد ریال خسارت به این واحدها وارد شده است و سه هزار کارگر نیز بیکار شده‌اند. به گفته ایسنا به نقل از تقی نوربخش، رئیس سازمان تأمین اجتماعی، تنها نیمی از این کارگران بیمه هستند.
آواربرداری ساختمان پلاسکو جمعه ۸ بهمن ۱۳۹۵ به پایان رسید؛ ۱٫۷۰۰ کامیون نزدیک به ۲۰ هزار تن نخاله ساختمانی جابه‌جا کردند.

## شرح حادثه

### شروع آتش‌سوزی

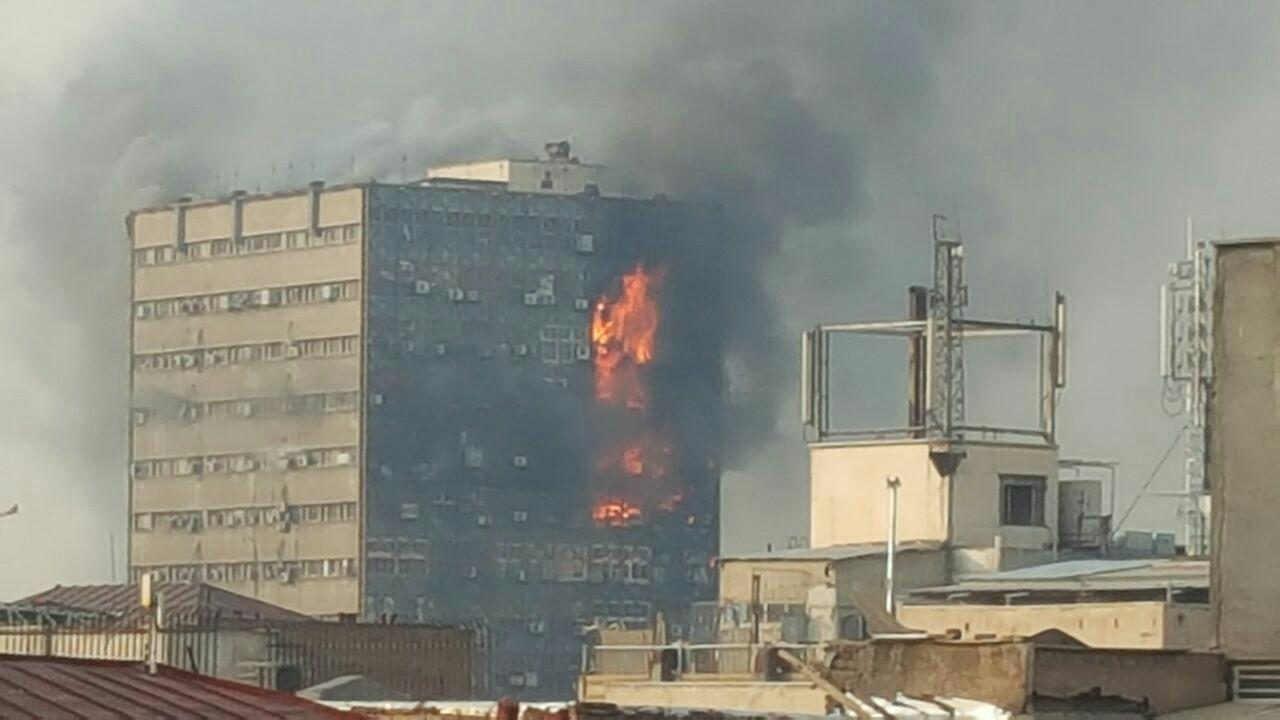
ساختمان پلاسکو در حال آتش‌سوزی

در ساعت ۷:۵۹ صبح روز پنجشنبه ۳۰ دی ۱۳۹۵، وقوع آتش‌سوزی در ساختمان پلاسکو به سامانه آتش‌نشانی شهر تهران اطلاع داده شد. طبق اعلام مراجع رسمی، ساختمان پلاسکو از طبقه هشتم به بالا دچار حریق شده بود. شدت حادثه به حدی بوده که ترافیک در خیابان‌های اطراف را دچار مشکل و اختلال کرده و دود ناشی از حادثه آسمان منطقه را فراگرفته بود.
مدتی پس از حادثه مقامات رسمی خبر از مهار آتش و تحت کنترل بودن آن دادند. ضمن اینکه با مهار دامنه آتش، خطر سرایت به مکان‌های دیگر از بین رفته بود. همچنین پس از مهار نسبی آتش در ساعات اولیه، تعدادی از مغازه‌داران این پاساژ برای خارج کردن کالاهای خود به داخل هجوم بردند.

### ریزش کامل ساختمان
در حوالی ساعت ۱۱:۳۳ و در حالی که تعداد زیادی آتش‌نشان در داخل ساختمان در حال کنترل آتش بودند، کل ساختمان پلاسکو به‌طور عمودی ریزش کرد و به صورت کامل تخریب شد. در ساعات نخست پس از ریزش ساختمان، بوی شدید گاز در منطقه احساس می‌شد و مسئولان شهری احتمال گسترش حادثه را می‌دادند و از مردم می‌خواستند محل را ترک کنند.

### توالی رخدادها
روز اول حادثه، پنجشنبه ۳۰ دی ۱۳۹۵
- ساعت ۷:۵۹: گزارش آتش‌سوزی ساختمان پلاسکو به آتش‌نشانی اطلاع داده شد.[۱۱]
- ساعت ۱۱:۳۳: ساختمان پلاسکو به صورت کامل فروریخت.[۱۱]

روز دوم حادثه، جمعه ۱ بهمن ۱۳۹۵
- صبح: یکی از آتش‌نشانان مجروح در حادثه به نام بهنام میرزاخانی در بیمارستان در گذشت.[۱۲]
- هیئت دولت؛ شنبه ۲ بهمن ۱۳۹۵ را عزای عمومی اعلام کرد.[۱۳]

روز سوم حادثه، ۲ بهمن ۱۳۹۵
- جسد دو تن دیگر از آتش‌نشانان از زیر آوار بیرون آورده شد.[۱۴]

روز پنجم حادثه، ۴ بهمن ۱۳۹۵
- جسد ۴ شهروند از زیر آوار بیرون آورده شد.[۱۵] یکی از اجساد بخاطر مناسب نبودن شرایط محیطی و جسد، خارج نشد و به روزهای آینده تا سبک شدن آوار موکول شد.[۱۶]

روز هفتم حادثه، ۶ بهمن ۱۳۹۵
- جسد ۸ آتش‌نشان دیگر از زیر آوار بیرون آورده شد.[۱۷]
- مراسم تشییع کشته شدگان این حادثه که قرار بود پنج شنبه ۷ بهمن ۱۳۹۵ انجام شود به خاطر پیدا شدن اجساد جدید و درخواست خانواده‌های آن‌ها لغو و به تعویق افتاد.[۱۸]

روز هشتم حادثه، ۷ بهمن ۱۳۹۵
- ۵ جسد از زیر آوار پلاسکو بیرون کشیده شد.[۱۹] جسد شهروندی که در روز ۴ بهمن ۱۳۹۵ یافته شده و به علت مساعد نبودن شرایط محیط، خارج نشده بود در صبح این روز، بیرون آورده شد.[۱۶]

روز نهم حادثه، ۸ بهمن ۱۳۹۵
- عملیات آوار برداری در ساعت ۱۸:۰۰ به پایان رسید و عملیات برای ساخت دیوار و دیوارکشی به منظور آزادسازی خیابان جمهوری آغاز شد.[۲۰] در پایان آواربرداری ۱۷۰۰ کامیون برابر با ۲۰هزار تُن نُخاله و آوار ساختمانی به محلی در فاصلهٔ ۵ کیلومتری منتقل شد.[۲۰]

## علت حادثه

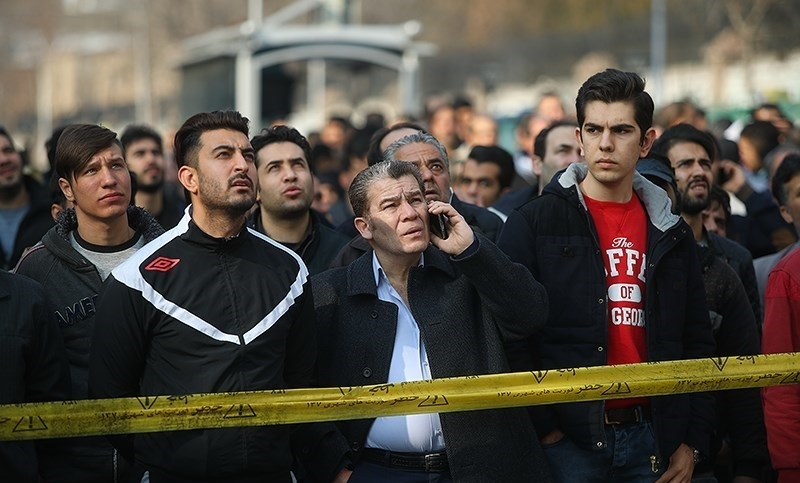
ازدحام جمعیت در مسیر منتهی به پلاسکو و اخلال در تردد خودروهای امدادی

معاون امنیتی استانداری تهران سهل‌انگاری انسانی را عامل آتش‌سوزی این مجتمع دانست و به گزارش‌های آتش‌نشانان در ساعات اولیه اشاره کرد که اتصال سیم‌های برق یا روشن بودن گاز پیک‌نیکی را عامل آغاز آتش‌سوزی عنوان کردند.

### شایعات مبتنی بر عمدی بودن
ساعاتی پس از وقوع حادثه در شبکه‌های مجازی، شایعاتی مبنی بر احتمال عمدی بودن این واقعه منتشر شد. اما، سرپرست دادسرای امور جنایی تهران، عمدی بودن این حادثه را رد کرد. سید محمود علوی، وزیر اطلاعات نیز در مورد احتمال تروریستی بودن حادثه اظهار کرد «هیچ نشانه و علامتی از تروریستی بودن این حادثه در دست نیست». سید محمود علوی، وزیر اطلاعات نیز در مورد مشکوک بودن انفجارها گفت: «در این خصوص نمی‌توانیم اظهارنظری کنیم».

### انفجار در لحظه ریزش ساختمان
بنا به گفته یکی از شاهدان حاضر در ساختمان، یک انفجار شدید در ساعت ۸ صبح در طبقه ۱۱ ساختمان باعث شد که آتش همه جا را فرا بگیرد.
از سویی دیگر، تصاویر ویدئویی گرفته شده از لحظه فروریختن ساختمان، از وقوع چند انفجار پی در پی در لحظه فروریختن ساختمان حکایت دارند. سخنگوی سازمان آتش‌نشانی نیز از وقوع چند انفجار شدید در داخل ساختمان، لحظاتی پیش از فروریختن ساختمان خبر داده بود. وی در مصاحبه‌ای، عنوان کرد «آتش نشانان در مراحل پایانی عملیات اطفای حریق بودند که ناگهان ساختمان تخریب شد.» وی «چند انفجار شدید» را سبب تخریب کامل ساختمان عنوان کرد.

#### گمانه‌زنی‌ها دربارهٔ علت انفجار
پس از اینکه عنوان شد، انفجارها ناشی از نشت گاز بوده است، سخنگوی شرکت گاز اظهار داشت، «ساختمان پلاسکو اصلاً به شبکه گاز متصل نبود که گاز نشت کند.» محمدباقر قالیباف، شهردار تهران مدعی شد انفجارها در طبقات ۱۰ و ۱۱ اتفاق افتاده بود. مهدی چمران، رئیس شورای شهر تهران نیز علت انفجارها را ناشی از شعله‌ور شدن انبار گازوئیل در طبقات بالای ساختمان عنوان کرد. این در حالی است که طبق اعلام هیئت امنای ساختمان، «هیچ منبع گازوئیلی در طبقات نبوده و گازوئیل فقط در موتورخانه و زیرزمین بوده است. همچنین در ساختمان حتی یک کارگاه تولیدی نبوده و همه واحدها فروشگاه بوده است. افزون بر این ساختمان، به هیچ وجه کارگر شب خواب نداشته و تنها یک سرایدار و دو نظافتچی در آنجا مستقر بودند.» از سوی دیگر عبدالرضا رحمانی فضلی، وزیر کشور نیز اتصال برق را علت این حادثه عنوان کرد.
هیئت گزارش ملی حادثه ساختمان پلاسکو نیز علت آتش‌سوزی را «در حدی که جمع‌آوری اطلاعات برای این هیئت امکان‌پذیر بوده»، اتصال برق و احتمالاً نشت هم‌زمان گاز از کپسول گاز اعلام کرده است. همچنین علت گسترش آتش‌سوزی «وجود مقادیر فوق‌العاده زیاد پارچه در ساختمان، ارتباط کامل بین فضاها از طریق سقف‌های کاذب، پلکان و شفت تأسیسات و گسترش آتش از طریق این فضاها، نبودن هر گونه فضابندی و جداسازی مقاوم در برابر آتش درون و در بین طبقات ساختمان، نبود پلکان اضطراری و وجود اشکال در پلکان و عدم انطباق راه خروج با طراحی صحیح و برابر با اصول ایمنی در برابر آتش، عدم وجود سیستم بارنده خودکار (اسپرینکلر) در ساختمان، مشکلات فنی لوله‌های قائم آتش‌نشانی و عدم تعمیر و نگهداری صحیح از آن‌ها در دوران بهره‌برداری، نبودن یک سیستم گرمایشی استاندارد و وجود تعداد زیادی کپسول‌های گاز پیک نیکی و نیز وجود موانع زیادی برای فعالیت آتش نشانان» عنوان شده است. بنا به ادعای این هیئت، نتیجه بررسی‌های فنی در زمینه علت اصلی فروریزش ساختمان، منحصراً «آتش» بوده و این هیئت هر گونه فرضیه‌ای مبنی بر وقوع انفجار یا وجود مواد قابل انفجار در هر سطحی را رد کرد.

## خسارت‌های جانی و مالی
بنا بر گزارش اورژانس تهران، آخرین آمار کل مصدومان این حادثه تا روز ۸ بهمن، ۲۳۵ نفر بود. ۱۸۰ نفر از مصدومان به صورت سرپایی تحت درمان قرار گرفتند و ۵۵ نفر دیگر نیز به بیمارستان منتقل شدند. طبق تخمین‌های اعلام شده احتمالاً ۲۵ نفر شامل ۱۵ آتش‌نشان زیر آوار هستند.
پس از فرو ریختن ساختمان، عملیات آواربرداری برای نجات افراد زنده ماندهٔ احتمالی یا پیکر جان باختگان آغاز شد. جسد دو آتش‌نشان در بامداد دوم بهمن ماه از زیر آوار بیرون آورده شدند. که یکی از آن‌ها احراز هویت شده است. در بامداد ۴ بهمن ۱۳۹۵ از طبقه منفی یک ساختمان پلاسکو جسد ۴ شهروند غیر آتش‌نشان شناسایی و از زیر آوار بیرون آورده شد. ۶ بهمن ۱۳۹۵ با کمک سگ‌های پلیس جسد ۸ تن از آتش نشانان از زیر آوار ضلع شرقی خارج شد. در روز پنج شنبه ۷ بهمن ۱۳۹۵ پنج جسد به‌همراه جسد شهروندی که بخاطر مشکلات محیطی و جسد امکان خارج شدن نداشت. از زیر آوار خارج شدند. در مجموع تا این لحظه ۱۶ آتش‌نشان کشته شده‌اند. همچنین طبق گزارش پلیس تاکنون ۱۰ شکایت به خاطر مفقود شدن شهروندان به پلیس گزارش شده که جسد ۶ تن طی روزهای گذشته کشف و ۴ نفر دیگر هنوز مفقود هستند.
به منظور شناسایی هویت اجساد بیرون آورده شده از آوار، از خانواده‌های مفقودان حادثه نمونه دی‌ان‌ای اخذ شد.

### اسامی جان‌باختگان آتش‌نشان[۴۶]
| نوع تلفات | آتش‌نشان | کسبه و خدمات ساختمان | نامشخص تفکیک نشده |
| --------- | ------- | -------------------- | ----------------- |
| کشته‌شدگان | ۱۶      | ۶                    |                   |
| مجروحین   | -       | -                    | ۲۳۵               |
| مفقودان   | -       | ۴                    | -                 |

1. بهنام میرزاخانی که در روز اول حادثه به علت شدت جراحات وارد شده و درصد سوختگی بالا در؛ بیمارستان شهید مطهری درگذشت.[۱۲]
2. علی امینی فرمانده منطقه دو آتش‌نشانی که در روز دوم بهمن ساعت یک بامداد از زیر آوار بیرون آورده شد.[۴۹]
3. فریدون علی‌تبار آتش‌نشان ایستگاه یک[۵۰]
4. حسین سلطانی آتش‌نشان ایستگاه ۱۱۳ تهران که روز ششم بهمن از زیر آوار بیرون آورده شد.[۵۱]
5. حامد هوائی قوشچی آتش‌نشان ایستگاه ۲۸ که روز ششم بهمن از زیر آوار بیرون آورده شد.[۵۱]
6. مجتبی کوهی آتش‌نشان ایستگاه ۲ تهران که روز ششم بهمن از زیر آوار خارج شد.[۵۲]
7. حسین حسین‌زاده آتش‌نشان ایستگاه ۴۶ تهران که روز ششم بهمن از زیر آوار خارج شد.[۵۲]
8. رضا نظری آتش‌نشانی ۱۳ شهر ری[۵۳]
9. رضا شفیعی آتش‌نشانی ۱۳ شهر ری[۵۳]
10. محسن قدیانی
11. محسن روحانی
12. ناصر مهر ورز
13. علی رضا سفی زاده
14. محمد آقایی
15. امیر حسین داداشی
16. علی مستوفی[۵۴]

### اسامی جان باختگان قطعی شهروند
1. محمود محسنی؛ تأسیسات
2. حیدر پهلوانی؛ خدمات
3. حبیب شادی؛ خدمات[۵۵]
4. قاسم شجاعی؛ نگهبان[۵۶]
5. جواد حسینقلی زاده؛ یکی از شهروندان
6. کامبیز باقری؛ حسابدار[۵۷][۵۸]

### خسارات
برآورد اولیه خسارت ناشی از آتش‌سوزی پلاسکو حدود ۱۵۰۰ میلیارد تومان است، اما میزان خسارات هنوز به‌طور دقیق مشخص نیست.
از مجموع ۵۶۰ واحد تجاری مستقر در این ساختمان دستکم حدود ۱۰۰ واحد صنفی تحت پوشش بیمه ایران و حدود ۶۰ واحد نیز تحت پوشش شرکت‌های بیمه دیگر بودند که تنها ۲۵ درصد از کل این واحدها تحت پوشش بیمه قرار داشتند. دستیار ویژه رئیس‌جمهور تأکید کرد که کسانی که در این حادثه بیمه نبوده‌اند؛ بیمه می‌شوند.

## پیامدها و واکنش‌ها
- محمدباقر قالیباف ،شهردار آن زمان تهران که هنگام حادثه برای دیدار با روحانیون در قم به‌سر می‌برد، ناگزیر شد سفرش را نیمه‌تمام رها کند و در محل حادثه حاضر شود.[۶۲]
- در اطراف سفارتخانه‌های انگلستان و ترکیه حلقهٔ امنیتی مأموران ناجا شکل گرفته بود.[۶۲] بنا به گفته محسن همدانی، معاون امنیتی استانداری تهران، به دلایل امنیتی، سفارت‌خانه‌های انگلستان، ترکیه و آلمان تخلیه شدند[۶۳] اما ساعاتی بعد حسین ساجدی‌نیا، فرمانده نیروی انتظامی تهران تأکید کرد فعالیت سفارت‌خانه‌ای تعطیل و سفارت‌خانه‌ای تخلیه نشده است.[۶۴]
- در زمان حادثه و همچنین زمان فروریختن ساختمان پلاسکو تعداد زیادی از مردم از میدان جمهوری و میدان بهارستان به سمت محل حادثه در حرکت بودند که بعد از گذشت مدت زمانی موجب ازدحام جمعیت شد به‌طوری‌که که امدادرسانی و تردد خودروهای امدادرسان عملاً با مشکل روبرو شد؛ که با دخالت نیروی انتظامی و راهنمایی و رانندگی و ایجاد محدودیتهایی روبرو شدند.[۶۵] بسیاری از مردم حاضر در محل حادثه اقدام به فیلمبرداری و گرفتن عکس سلفی از خود کردند که در شبکه‌های اجتماعی واکنش شدیدی به همراه داشت؛ و اقدام به انتشار تصاویری با این عنوان که اگر چند فیلم کمتر گرفته می‌شد؛ چند نفر بیشتر زندگی می‌کردند.[۶۶] یا با هشتگ #من_یک_گوساله‌ام به باز نشر عکس‌های سلفی دیگر کاربران در زمان حادثه در شبکه‌های اجتماعی کردند.[۶۷] عده‌ای از مردم روی ماشینهای امداد و آتش‌نشانی اقدام یه فیلمبرداری کردند.[۶۸]
- در حالی که انتظار می‌رفت برای کنترل آتش‌سوزی از هلی کوپترهای مجهز به واترگان استفاده شود؛[۶۹] اما با توجه به محل حادثه و قرار گرفتن آن در مرکز شهر و مجاورت با بیت رهبری و این که مجوز پرواز در این منطقه داده نمی‌شود، از هلی کوپترهای مخصوص آتش‌نشانی در این حادثه استفاده نشد.[۷۰]
- پس از حادثه، هیئت دولت روز شنبه ۲ بهمن را عزای عمومی اعلام کرد.[۷۱]
- پس از این سانحه، سید علی خامنه‌ای، رهبر و حسن روحانی، رئیس‌جمهوری اسلامی با انتشار پیامی ضمن تسلیت، خواستار بررسی و رسیدگی به این حادثه شدند.[۷۲][۷۳][۷۴]
- پس از حادثه تعدادی از مقامات از جمله رئیس‌جمهور، رئیس مجلس، معاون اول رئیس‌جمهور، وزیر کشور، فرمانده سپاه، فرمانده ناجا، جانشین فرمانده کل ارتش، دادستان کل کشور و برخی اعضای شورای شهر به محل حادثه رفتند و از نزدیک آن جا را بازدید کردند.[۷۵][۷۶][۷۷]
- آتش‌سوزی و در پی آن فروریختن کامل ساختمان پلاسکو در رسانه‌های بین‌المللی بازتاب گسترده‌ای داشت و در خبرگزاری‌هایی چون: دیلی میرور و بی‌بی‌سی، خبرگزاری آناتولی، شبکه خبری تی.آر. تی. خبر شبکه خبری سی.ان. ان. ترک، شبکه راشا تودی، خبرگزاری فرانسه و تعدادی دیگر، تیتر اصلی خبرها بود.[۷۸]
- مقامات برخی از کشورها از جمله ترکیه، پاکستان، سوریه،[۷۹] تاجیکستان، ارمنستان،[۸۰] قطر، کویت[۸۱][۸۲] صربستان،[۸۳] اسلوونی،[۸۴] ازبکستان، آذربایجان،[۸۵] فرانسه،[۸۶] آفریقای جنوبی[۸۷] و بلاروس این حادثه را به دولت و ملت ایران تسلیت گفته و ابراز همدردی کردند.[۸۸][۸۹][۹۰][۹۱][۹۲]
- سفیر بریتانیا در تهران و سفارت فرانسه در تهران با ملت ایران و خانواده حادثه دیدگان، ابراز همدردی کردند.[۹۳]
- همچنین آتش‌نشانی شهر لندن، جمعی از ایرانیان و آتش‌نشانان مونترال کانادا، «جامعه آتش‌نشانی و خدمات ایمنی» و «جامعه آتش نشانان داوطلب» شهر بوسان کره جنوبی، جمعی از آتش نشانان شهر سانتیاگو شیلی با حادثه دیدگان و آتش‌نشانان ابراز همدردی کردند.[۹۴][۹۵][۹۶]
- مسئولان و نمایندگان آتش‌نشانی شهر دوبلین، آتش‌نشانان پرتغالی، هیئت آتش نشانان ترکیه، آتش نشانان اسپانیایی، آتش‌نشانان سوئیسی، آتش‌نشانان ونزوئلایی با حضور در سفارت ایران در کشورهای خود به جانباختگان حادثه آتش‌سوزی ساختمان پلاسکو در تهران ادای احترام کردند.[۹۷][۹۸][۹۹][۱۰۰][۱۰۱][۱۰۲]
- مردم تهران و دیگر شهرهای ایران نیز با حضور در ایستگاه‌های آتش‌نشانی و تقدیم تاج گل و روشن کردن شمع با آتش نشانان و خانواده‌های داغدار این حادثه ابراز همدردی کردند.[۱۰۳][۱۰۴] همچنین جمعی از مردم و هنرمندان با حضور در محوطهٔ تئاترشهر به یاد آتش‌نشان‌های حادثه ساختمان پلاسکو شمع روشن کردند.[۱۰۵]

## حواشی
- ساعاتی بعد از فروریختن ساختمان خبرهایی منتشر شد مبنی بر این‌که ۴ نفر از زیر آوار پیامک زده‌اند که در موتورخانه گرفتار شده‌اند. خبر در حالی تکذیب و وجود افراد در آن‌جا انکار شد که بعد از چند روز سرپرست اورژانس کشور در مصاحبه با شبکه خبر و همچنین خبرگزاری فارس اعلام کردند جنازه ۴ نفر از موتورخانه پیدا شده است که با تکذیب سخنگوی میدان خبر را اصلاح کردند اما در گزارش شهردار در شورای شهر معاون او حسینی بدون نام بردن از موتورخانه گفت که ۴ نفر آن‌جا پیدا شده‌اند هرچند روز اول حادثه فوت شده‌اند. او گفت که خبر پیامک از زیر آوار باعث شد به کارمان سرعت بدهیم اما در مورد حقیقی بودن این پیامک‌ها اشاره بیش‌تری نکرد.
- ۳ بهمن ۱۳۹۵ فردی با لباس مبدل پلیس وارد محدوده امدادرسانی و آوار برداری شد که توسط نیروی انتظامی شناسایی و دستگیر شد. همچنین یکی از کامیون‌های حمل آوار و ضایعات ساختمان پلاسکو از مسیر اصلی منحرف و به سمت کهریزک رفته بود که توسط مأموران انتظامی هدایت شد.[۱۰۶]

## خاکسپاری جانباختگان
مراسم تشییع کشته شدگان آتش‌نشان پلاسکو صبح روز دوشنبه ۱۱ بهمن ۱۳۹۵؛ ساعت ۸:۳۰ دقیقه از مصلای تهران برگزار شد. پیام رهبر جمهوری اسلامی؛ سید علی خامنه‌ای در مورد آتش نشانان کشته شده خوانده شد.
پس از خواندن قرآن و مداحی اسامی تک تک کشته شدگان خوانده شد؛ که با فریاد الله اکبر حضار برای یکایک کشته شدگان همراه شد. ساعت ۱۰ صبح نماز میت توسط محمد امامی کاشانی خوانده شد و مردم به نماز ایستادند. سپس تابوت کشته شدگان بر دوش مردم به سمت چهار خودروی آتش‌نشانی به منظور تشییع در خیابان‌های مفتح؛ شهید مطهری و میدان هفت تیر حمل شد. به علت ازدحام جمعیت حرکت خودروها به سختی انجام می‌گرفت. بعد از رسیدن خودروها به میدان هفت تیر؛ اجساد کشته شدگان به آمبولانس اورژانس به منظور انتقال به بهشت زهرا و خاکسپاری منتقل شدند؛ که در ساعت ۱۴:۲۰ دقیقه مراسم با خاکسپاری کشته شدگان در قطعه ۵۰ گلزار شهدای بهشت زهرا به پایان رسید.
در این مراسم رئیس قوه قضاییه؛ رئیس مجلس؛ معاون اول رئیس‌جمهور؛ دادستان کل؛ دادستان تهران؛ رئیس دفتر رهبر و شهردار در این مراسم شرکت داشتند. در ۱۳ بهمن ۱۳۹۵ رهبر ایران با حضور بر سر خاک جان‌باختگان آتش‌نشان در قطعه ۵۰ بهشت زهرا، با خانواده‌های آتش‌نشان‌ها دیدار کرد.
شهرداری از بابت هزینه قبر آتش نشانان و افراد کشته شده گذشت نموده و تدفین رایگان آن‌ها را برعهده گرفت.

## بررسی علت حادثه
عباس آخوندی وزیر راه و شهرسازی دولت یازدهم حادثه پلاسکو را نتیجه سازش مدیریت شهری با سوداگران می‌داند. او معتقد است مدیریت شهری در ایران تجارت پیشه است و مأموریت اصلی خود را سازش با سوداگران می‌بیند، و این نوع مدیریت شهری نتیجه‌ای جز شکل‌گیری بحران‌ها ندارد. این بحران‌ها ممکن است هر روز در این نوع مدیریت شهری رخ دهد.

### گزارش ملی پلاسکو
در پی حادثه پلاسکو، محمد فاضلی خواستار تهیه گزارش ملی پلاسکو شد. پیرو این پیشنهاد، حسن روحانی طی نامه‌ای به محمدتقی احمدی (رئیس دانشگاه تربیت مدرس) دستور تشکیل هیئت ویژه گزارش ملی بررسی حادثه ساختمان پلاسکو را صادر کرد. اعضای این هیئت عبارت‌اند از: علی‌اکبر آقاکوچک، سعید بختیاری، فرج‌الله رجبی، شاپور طاحونی، نصرالله طهماسبی، محمد فاضلی، سید باقر مرتضوی، رسول میرقادری و مهدی هداوند.

### پرونده پلاسکو
در ۲۴ بهمن سال ۱۳۹۵ سخنگوی قوه قضاییه از بازداشت ۲ تن که در جریان آتش‌سوزی اتهاماتی متوجه آن‌ها بوده است خبر داد. طبق گفته سخنگوی قوه قضاییه، اشتباهاتی از این افراد سرزده که اگر این اشتباهات نبودند گسترش آتش به این حد نرسیده و حجم خسارات کمتر می‌شدند.

## جایگزینی و اسکان مجدد کسبهٔ پلاسکو
پس از وقوع حادثه، در حالی که هر یک از مسئولان برای کسبه خسارت‌دیده ساختمان پلاسکو، پاساژها و نقاط مختلفی را در نظر گرفتند اما کسبه با پراکنده شدن در آن مناطق از جمله یک پاساژ در خیابان جمهوری و همچنین دو نقطه دیگر نیز در حوالی جمهوری مخالفت کردند و بنا به گفتهٔ رئیس اتحادیه پیراهن‌دوزان به نام جواد درودیان نقوسیان، آن‌ها مجتمع تجاری «نور» واقع در تقاطع خیابان ولیعصر - طالقانی را برای اسکان مجدد خود پیشنهاد کردند. نقوسیان گفت: 
کسبه خسارت‌دیده ساختمان پلاسکو حاضرند در مجتمعی مناسب مانند ساختمان مجتمع نور واقع در ضلع شمال غربی تقاطع طالقانی و ولیعصر اجاره بپردازند تا اینکه در دیگر مناطقی نامناسب حتی به‌صورت رایگان اسکان داده شوند، چراکه در این صورت بازار پیشینشان که «ساختمان پلاسکو» بود، از بین می‌رود.
وی در این رابطه اعلام کرد کسبهٔ سابق ساختمان پلاسکو، «مجتمع تجاری نور» واقع در تقاطع خیابان‌های ولیعصر و طالقانی را پیشنهاد دادند تا بتوانند در این پاساژ که حدود ۷۰۰ واحد خالی دارد مستقر شوند و رونق را در آنجا ایجاد کنند. وی همچنین اعلام داشت که بنیاد مستضعفان نیز می‌تواند حدود ۱۰ میلیاردی که پیش از این می‌خواسته برای آماده‌سازی پاساژهای قدس، در نظر بگیرد را به‌عنوان پیش‌پرداخت به بانک پاسارگاد بدهد تا کاسبان پلاسکو بتوانند در این مجتمع مستقر شوند، و اجاره مغازه‌های مجتمع را نیز خودِ کسبه پرداخت خواهند نمود. فروشگاه قدس میدان خراسان و شهریار مکان‌های دیگری بودند، که احتمال انتقال برخی از کسبه به آنجا وجود داشت. در نهایت بنا به گفتهٔ رئیس اتحادیه پیراهن‌دوزان و پیراهن فروشان، مجتبی درودیان، با همکاری بخش‌های مختلف دولتی و اتاق اصناف مجتمع نور تهران با حدود ۷۰۰ واحد تجاری خالی، جایگزین مرکز تجاری پلاسکو شد. مقررشد تا مرکز تجاری نور به‌عنوان مرکزی موقت برای فعالیت کسبهٔ پلاسکو در اختیار آن‌ها باشد. مجتبی درودیان بابیان اینکه بخشی از اجاره این واحدها توسط بنیاد مستضعفان پرداخته می‌شود، گفت، ۵۶۰ واحد موردنیاز کسبه در اختیار آن‌ها قرار می‌گیرد و بر اساس اعلام بنیاد مستضعفان تا پایان ۳۰ اردیبهشت اجاره این واحدها توسط بنیاد مستضعفان پرداخت می‌شود.
درودیان بیان داشت، سرقفلی ۷۰۰ واحد خالی تجارت این مرکز تجاری به چند بانک واگذارشده و اتاق اصناف طی رایزنی‌هایی که با صاحبان آن انجام داده، واحدهای خالی این پاساژ را برای فعالیت مجدد کسبه تا آماده‌سازی ساختمان پلاسکو در اختیار آن‌ها قرار می‌دهد. مجموعه پلاسکو متشکل از ۵۷۴ واحد صنفی بود که حدود ۳۹۰ واحد از این تعداد مربوط به اتحادیه پیراهن‌دوزان بوده است. در کنار ۳۹۰ واحد متعلق به اتحادیهٔ پیراهن‌دوزان، ۱۷۰ واحد از مجموعه پلاسکو مربوط به اتحادیه پوشاک، ۶ واحد مربوط به اتحادیه کش‌باف، ۴ واحد مربوط به اتحادیه خیاطان و ۴ واحد مربوط به اتحادیه پرنده و ماهی فروشان بودند. «مجتبی درودیان» رئیس اتحادیه پیراهن‌دوزان و پیراهن فروشان تهران در رابطه با اسکان مجدد و آغاز فعالیت کسبهٔ پلاسکو اعلام داشت که ترتیباتی اتخاذشد تا محل استقرار جدید کسبهٔ ساختمان پلاسکو به اطلاع عموم مردم برسد و تبلیغات مناسبی در این رابطه صورت گیرد. اما «بنا به گزارش‌ها خبرگزاری ایرنا»، درمجموع ۱٬۲۰۰ واحد در مجتمع تجاری پلاسکو وجود داشت که بر اساس آمارها تنها ۵۶۰ واحد آن‌ها فعال بوده است. بخش زیادی از کسبه این ساختمان در صنف تولیدکنندگان و فروشندگان پیراهن بودند که نود و نه درصد آنان، از این واحدها به‌عنوان «مرکز پخش» استفاده می‌کردند، همچنین ۱۸۰ واحد در این ساختمان تولیدکننده و فروشنده دیگر اقلام بوده‌اند، در این ساختمان ۴۰۰ واحد پیراهن‌دوز، ۶ واحد کش‌باف، ۸ واحد صنف خیاطان و ۲۰ واحد تولیدی کفش نیز فعال بوده است.
به گزارش خبرگزاری ایسنا، از همان صبح پنجشنبه‌ای که ساختمان پلاسکو پس از چند ساعت آتش‌سوزی، فروریخت، وعده‌های بسیاری برای ساماندهی دشواری‌ها و اسکان کسبه آسیب‌دیده در آینده‌ای نزدیک داده شد تا آن‌ها «بازار شب عید» را از دست ندهند ولی درحالی‌که رئیس اتاق اصناف از اسکان پلاسکو نشینان در مجتمع «نور» خبر داده بود، وانگهی بر پایهٔ مشاهدات خبرنگار ایسنا از مجتمع نور و اظهارات برخی از کاسبان ساختمان پلاسکو، مشکلات، تاکنون حل‌نشده و آن‌ها هنوز فروشگاهی تحویل نگرفته‌اند. بنا به گفتهٔ مجتبی درودیان جایگیری کسبه پلاسکو به دلیل اختلافی که بین قرارگاه سازندگی خاتم‌الانبیاء و بانک‌های خریدار سرقفلی واحدهای تجاری از این قرارگاه وجود دارد، به تأخیر افتاده است. رئیس اتحادیه پیراهن‌دوزان و پیراهن فروشان بابیان اینکه به‌طور دقیق از جزئیات اختلاف بین قرارگاه خاتم‌الانبیاء و بانک‌ها آگاه نیست، گفت، قرارگاه خاتم برای حل مشکل قول مساعد داده است، اما تا این دم امکان استقرار کسبه ساختمان پلاسکو تا حل دشواری پیش‌آمده وجود نداشته است. درودیان بیان داشت که پس از حل مشکل قرارگاه خاتم واحدهای تجاری را در اختیار بانک‌های خریدار سرقفلی قرار می‌دهد و بانک‌ها هم آن را در اختیار اتحادیه و سپس واحدهای تجاری مجتمع نور در اختیار کسبه پلاسکو قرار می‌گیرد. در این میان کسبه مجتمع «نور» از آمدن و مستقر شدن کاسبان پلاسکو استقبال کرده و می‌گویند «حضور کسبه پلاسکو در این مجتمع که بسیاری از واحدهای آن تهی است، مایه رونق بازار این مجتمع خواهد شد و ازآنجاکه شمار واحدهای پوشاک در این مجتمع کمتر از پانزده مورد است، دشواری برای کسی ایجاد نمی‌شود». به گزارش ایمنا، پیش‌ازاین برای رفع مشکل و بنا بر تصمیمات اتخاذشده در نهاد ریاست جمهوری، با جا گرفتن کسبه حادثه‌دیده ساختمان پلاسکو در مجتمع تجاری نور تهران از پانزده بهمن‌ماه موافقت شده بود. بر پایهٔ این توافق مقرر شد، تحویل واحدهای مورد اشاره و استقرار کسبه ساختمان از ۱۵ بهمن‌ماه می‌بود و شهرداری تهران در جهت امکان تفکیک و تقسیم واحدهای بزرگ به واحدهای کوچک‌تر در صورت لزوم با رعایت نکات ایمنی و با استفاده از مصالح سبک مساعدت لازم به عمل می‌آورد. گفته‌شده در ساختمان پیشینِ پلاسکو واحدهایی با دویست و هفتاد متر نیز وجود داشته است ولی در مجتمع نور چنین مساحت‌هایی وجود ندارد، به هر روی اتحادیه‌ها بسته به گنجایش و توانایی‌ای که در مجتمع نور وجود دارد و همچنین متراژ واحدهایی که کسبه پیش‌تر در ساختمان پلاسکو داشته‌اند، ابراز و روشن می‌کنند که پلاسکو نشینان در کدام واحدها و با چه گستره‌ای جای‌گیر شوند. رئیس اتحادیه پیراهن‌دوزان و پیراهن فروشان بابیان اینکه هفت بانک دارندهٔ سرقفلیِ واحدهای تجاری نور شرکتی را، برای ساماندهی به مسائل مرتبط با این مجموعه تأسیس کرده‌اند افزود، این شرکت مجری کار بانک‌ها در امر واگذاری واحدهای تجاری به کسبه پلاسکو است. آن‌طور که مقدم مدیرعامل بانک تجارت به خبرنگاران گفته است، مجتمع تجاری نور واقع در تقاطع طالقانی-ولیعصر متعلق به بانک‌های تجارت، پارسیان، صنعت و معدن، ملی و سپه است که طی قراردادی با بنیاد مستضعفان در اختیار کسبه سابق در ساختمان پلاسکو قرارگرفته است. در نهایت توسط درودیان نقوسیان رئیس اتحادیه پیراهن‌دوزان و پیراهن فروشان اعلام شد، بیش از ۴۰۰ واحد از کسبه ساختمان پلاسکو پیراهن‌دوز و پیراهن فروش و مابقی عضو اتحادیه پوشاک بوده‌اند و حدود ۶ خیاط، ۵ مغازه فروش البسه کشت بافت و ۲ ماهی‌فروش نیز در این ساختمانِ آوار شده، وجود داشته‌اند که همگی آن‌ها می‌توانند به دفتر تعیین‌شده در مجتمع «نور» مراجعه کرده و با معرفی‌نامه‌ای که از اتحادیهٔ خود می‌گیرند، واحدهای جای گزینشان را در مجتمع تجاری نور تهران تحویل بگیرند. سرپرست اتاق اصناف ایران نیز به‌منظورِ حمایت بیشتر از واحدهای آسیب‌دیده پلاسکو، از ارائه فرمان برگزاری نمایشگاه‌های فروش‌های فوق‌العاده به‌وسیلهٔ واحدهای آسیب‌دیده پلاسکو برای مردم و خریداران در جایگاهِ نوین آنان یعنی «مجتمع نور» نوید داد. او همچنین اعلام کرد قراردادها برای اجاره واحدهای مجتمع نور بوده است و اگر کسی بخواهد سرقفلی را خریداری کند اتاق اصناف و اتحادیه‌های مربوط نهایت کمک را به متقاضی می‌کنند اما آن‌ها فعلاً مستأجرند و به‌صورت موقت اسکان داده شده‌اند.

## بلاتکلیفی خانواده آتش‌نشانان
پس از گذشت دو سال از حادثه پلاسکو، دیه‌ای به خانواده آتش‌نشانان پرداخت نشده و احراز کد شهادت نیز به رغم پیگیری شهرداری برای آن‌ها انجام نشد. حقوق آتش‌نشانان جان‌باخته مجرد نیز به‌طور کامل قطع شد. پدر فریدون علی‌تبار (یکی از آتش‌نشانان جان‌باخته پلاسکو) می‌گوید که هیچ‌کدام از مسئولان در عمل هیچ اقدامی برای آن‌ها انجام نمی‌دهند.
 برادر حامد هوایی (یکی دیگر از آتش‌نشانان جان‌باخته پلاسکو) نیز گفته است:
چه الان که دو سال از شهادت این آتش‌نشانان می‌گذرد و چه در همان روزها در مراسم‌هایی که برای این شهدا گرفته می‌شود، سخنرانان فقط رقیب خود را مقصر می‌دانند و بر علیه یکدیگر صحبت می‌کنند.

## یادبودها

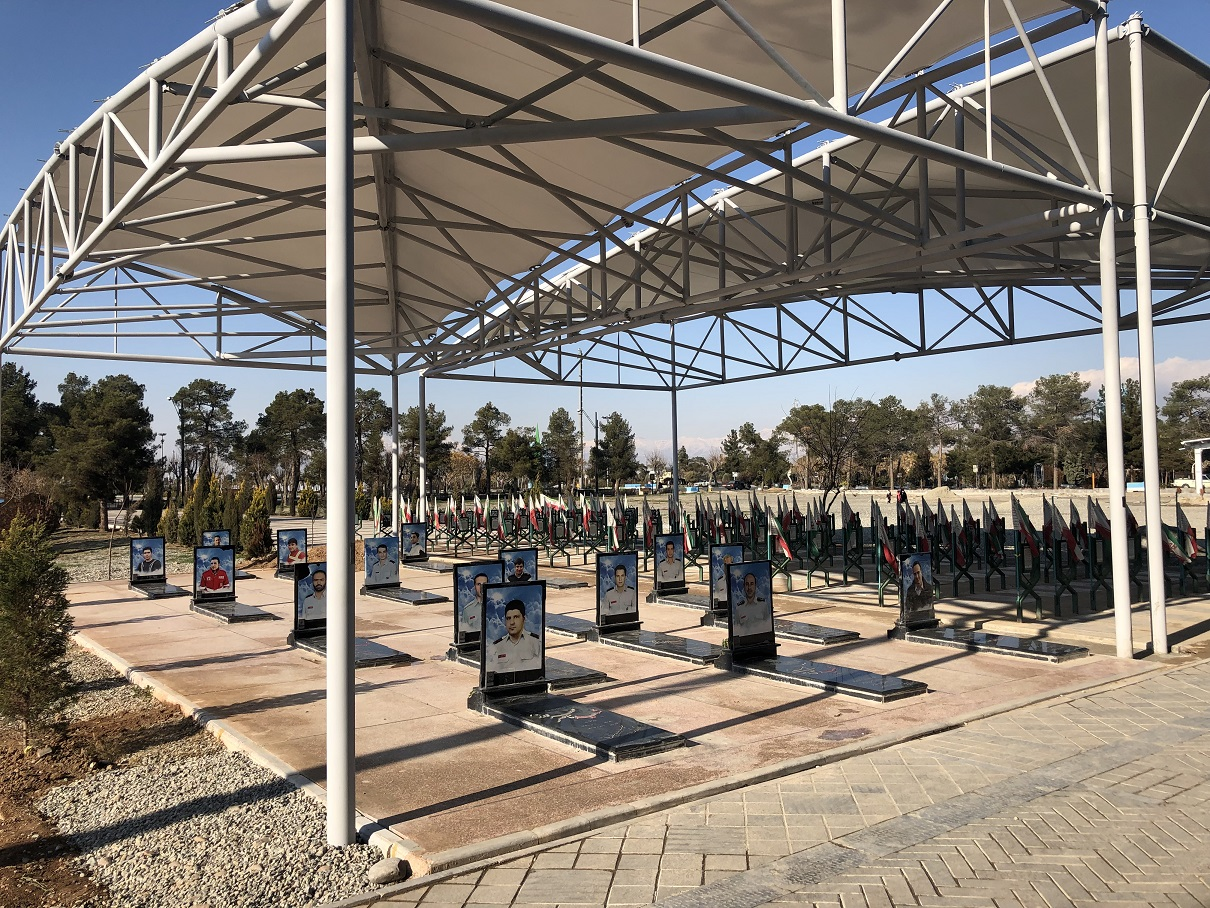
قطعه جان‌باختگان آتش‌نشان پلاسکو در بهشت زهرا

### برپایی نمایشگاه ادای دین هنرمندان تجسمی به قهرمانان پلاسکو
هنرمندان حوزه هنرهای تجسمی در ساعات نخستین این حادثه به منظور همدردی خود با بازماندگان شروع به انتشار آثار تجسمی عمدتاً گرافیک و نقاشی در شبکه‌های اجتماعی کردند. این آثار سپس در شبکه اجتماعی رسانه هنرگردی نیز منتشر شد و در پی فراخوانی، کلیه آثار که بالغ بر چهارصد اثر ارسالی از سراسر ایران می‌شد، در نمایشگاهی در روز جمعه هشتم بهمن ماه به عنوان آثار غیرقابل فروش، در گالری علیها با حضور تیمی از سازمان آتش‌نشانی به نمایش درآمد. این آثار سپس به مرکز آتش‌نشانی اهدا شدند.

### پیشنهاد ساخت ایستگاه آتش‌نشانی و موزهٔ جان‌باختگان آتش‌نشان
در مراسم خاکسپاری کشته‌شدگان این حادثه، عده‌ای با امضای یک طومار خواستار آن شدند که مکان ساختمان پلاسکو دیگر به پاساژ تبدیل نشده و به جای آن یادمان و موزه‌ای برای جان‌باختگان آتش‌نشان ساخته شود. یک روز بعد مرتضی طلایی عضو شورای شهر نیز خواستار تأسیس این موزه در مکان سابق ساختمان پلاسکو شد. ساخت و تأسیس یک ایستگاه آتش‌نشانی مجهز در همان مکان پلاسکو و تغییر نام چهارراه استانبول به چهارراه شهدای آتش‌نشان، از دیگر پیشنهادها برای جایگزینی بنای پلاسکو بوده است.

### انتشار کتاب با مقدمه وزیر فرهنگ و ارشاد اسلامی
بازتابی از نخستین دیدگاه‌های متخصصان و صاحب‌نظران حوزه جامعه‌شناسی ایران در خصوص فاجعه انسانی و مادی رویداد پلاسکو در کتاب «جستارهایی در پلاسکو» به کوشش پژوهشگاه فرهنگ، هنر و ارتباطات وزارت فرهنگ و ارشاد اسلامی و با مقدمه سیدرضا صالحی امیری، وزیر فرهنگ و ارشاد اسلامی منتشر شده که بنا بر گزارش خبرنگاران تسنیم «بررسی ابعاد مختلف فرهنگی، اجتماعی و رسانه‌ای حادثه‌ای که منجر به تخریب ساختمان پلاسکو و از دست رفتن سرمایه‌های انسانی و مالی برخی از شهروندان تهرانی شد، گردآوری علل و عوامل این رخداد تلخ و ارائه راه کارهایی تخصصی از سوی متخصصان علوم اجتماعی کشور، دست‌مایه انتشار کتابی با عنوان «جستارهایی در پلاسکو» شده است.»

## ساخت فیلم
فیلم سینمایی چهارراه استانبول با محوریت این حادثه ساخته شده است.

## یادکرد
1. 1 2 3  «گزارش لحظه به لحظه ایسنا از فروریختن پلاسکو + فیلم و عکس». ایسنا. ۳۰ دی ۱۳۹۵. دریافت‌شده در ۱ بهمن ۱۳۹۵.
2. ↑  «تعداد مصدومان حادثه پلاسکو به ۲۳۵ نفر رسید». ایرنا.
3. 1 2  «سگ‌های زنده‌یاب، عملیاتی در موتورخانه پلاسکو نداشتند/ جزئیات اقدامات حمایتی تأمین اجتماعی». ایسنا. ۲۰۱۷-۰۱-۲۰. دریافت‌شده در ۲۰۲۴-۰۱-۱۸.
4. ↑  «آتش‌نشان بهنام میرزاخانی به شهادت رسید». الف.
5. ↑  «پیکر آخرین آتش‌نشان شهید پیدا شد». شبکه خبر. بایگانی‌شده از اصلی در ۲۸ ژانویه ۲۰۱۷. دریافت‌شده در ۲۷ ژانویه ۲۰۱۷.
6. ↑  «پلاسکو فرو ریخت/ ۳۷ نفر مصدوم/ اعزام ۲۰۰۰ آتش‌نشان». خبرگزاری تسنیم. ۳۰ دی ۱۳۹۵. دریافت‌شده در ۳۰ دی ۱۳۹۵.
7. ↑  «عذرخواهی مدیر بنیاد مستضعفان در مورد حادثه پلاسکو تکذیب شد». رادیو فردا. دریافت‌شده در ۵ بهمن ۱۳۹۵.
8. ↑  «پایان آواربرداری پلاسکو/ تردد در جمهوری فردا از سر می‌گیرد». ایسنا. دریافت‌شده در ۲۷ ژانویه ۲۰۱۷.
9. ↑  «حادثه پلاسکو روز اول». فارس. ۳۰ دی ۱۳۹۵. دریافت‌شده در ۲۰ ژانویه ۲۰۱۷.
10. ↑  «انفجار بمب در ساختمان پلاسکو». ایسنا. دریافت‌شده در ۱۹ ژانویه ۲۰۱۷.
11. 1 2  «گزارش لحظه به لحظه ایسنا از فروریختن پلاسکو + فیلم و عکس». ایسنا. ۳۰ دی ۱۳۹۵. دریافت‌شده در ۱ بهمن ۱۳۹۵.
12. 1 2  «۱۱۹ مجروح حادثه پلاسکو و ۴ تن بستری در بیمارستان». ایسنا. ۲ بهمن ۱۳۹۵. دریافت‌شده در ۲۱ ژانویه ۲۰۱۷.
13. ↑  «هیئت دولت شنبه را عزای عمومی اعلام کرد». سایت خبری تحلیلی تابناک. دریافت‌شده در ۲۲ ژانویه ۲۰۱۷.
14. ↑  «پیکر دو تن از آتش‌نشانان حادثه ساختمان پلاسکو از زیر آوار خارج شد». راسخون. بایگانی‌شده از اصلی در ۲ فوریه ۲۰۱۷. دریافت‌شده در ۲۲ ژانویه ۲۰۱۷.
15. 1 2  «کشف 4 جسد در زیرزمین پلاسکو/ اجساد کشف شده در نزدیکی موتورخانه کشف شدند نه موتورخانه!/ واکنش عمومی به کشف چند پیکر در موتورخانه/ 3 تناقض جدی در سخنان مسئولان». سایت خبری تحلیلی تابناک. دریافت‌شده در ۲۳ ژانویه ۲۰۱۷.
16. 1 2 3  «چهارمین پیکر یافته شده جانباختگان پلاسکو از طبقه منفی یک بیرون آورده شد». بایگانی‌شده از اصلی در ۲ فوریه ۲۰۱۷. دریافت‌شده در ۲۶ ژانویه ۲۰۱۷.
17. 1 2  «پیکر دو شهید آتش‌نشان دیگر پیدا شد». Irinn. بایگانی‌شده از اصلی در ۲۶ ژانویه ۲۰۱۷. دریافت‌شده در ۲۵ ژانویه ۲۰۱۷.
18. ↑  «تشییع پیکر آتش نشانان شهید به تعویق افتاد». Irinn. بایگانی‌شده از اصلی در ۲۶ ژانویه ۲۰۱۷. دریافت‌شده در ۲۵ ژانویه ۲۰۱۷.
19. 1 2 3  «پانزدهمین پیکر آتش‌نشان شهید از زیر آوار خارج شد». بایگانی‌شده از اصلی در ۳۰ ژانویه ۲۰۱۷. دریافت‌شده در ۲۷ ژانویه ۲۰۱۷.
20. 1 2  «پیکر همه آتش نشانان از زیر آوار خارج شد/ هویت 4 شهید آتش‌نشان دیگر احراز شد/ تلاش نیروهای امدادی برای یافتن نشانی از 6 شهروند مفقود/ عملیات آواربرداری تمام شد». سایت خبری تحلیلی تابناک. دریافت‌شده در ۲۷ ژانویه ۲۰۱۷.
21. ↑  «سهل‌انگاری انسانی موجب آتش‌سوزی پلاسکو شده است». ایسنا. دریافت‌شده در ۱۹ ژانویه ۲۰۱۷.
22. ↑  «بیم‌ها و امیدها در پلاسکو». ایسنا. ۳۰ دی ۱۳۹۵. دریافت‌شده در ۲۰ ژانویه ۲۰۱۷.
23. ↑  ««پلاسکو» دیگر نیست/ پیام تسلیت رهبری/ ورود آتش نشانان به طبقات زیرین/ شهادت ۲۰ آتش‌نشان/ جابجایی سازه ۱۰۰ تنی/ اسامی ۲۷ نفر از مصدومان حادثه/ مأموریت رئیس مجلس به ۳ کمیسیون/ روایت عکاس فارس از ۱۰ دقیقه پیش از ریزش». فارس. ۳۰ دی ۱۳۹۵. دریافت‌شده در ۲۰ ژانویه ۲۰۱۷.
24. ↑  «وزیر اطلاعات: هیچ نشانه و علامتی از تروریستی بودن حادثه پلاسکو در دست نیست». تسنیم. ۲ بهمن ۱۳۹۵. دریافت‌شده در ۲۲ ژانویه ۲۰۱۷.
25. ↑  «روایت یک شاهد عینی از آتش هولناکی که باعث ویرانی ساختمان پلاسکو شد». خبرآنلاین. ۳۰ دی ۱۳۹۵. دریافت‌شده در ۲۰ ژانویه ۲۰۱۷.
26. ↑  «آتش‌سوزی پلاسکو عمدی بوده؟ + فیلمی جدید». ایران پرس نیوز. ۳۰ دی ۱۳۹۵. دریافت‌شده در ۲۰ ژانویه ۲۰۱۷.
27. ↑  «فیلم جدید و واضح از لحظه انفجار و ریختن پلاسکو». آپارات. دریافت‌شده در ۲۰ ژانویه ۲۰۱۷.
28. ↑  «فروریختن آوار ساختمان پلاسکو از بهترین زاویه و انفجار». جعبه. دریافت‌شده در ۲۰ ژانویه ۲۰۱۷.
29. ↑  «وقوع چند انفجار بسیار شدید لحظاتی پیش از فروریختن پلاسکو/ هشدارهای لازم را داده بودیم». تسنیم. ۳۰ دی ۱۳۹۵. دریافت‌شده در ۲۰ ژانویه ۲۰۱۷.
30. ↑  «روایت سخنگوی آتش‌نشانی از فروریختن ساختمان پلاسکو/ چند انفجار و کسبه‌ای که خارج نمی‌شدند». الف. ۳۰ دی ۱۳۹۵. دریافت‌شده در ۲۰ ژانویه ۲۰۱۷.
31. ↑  «چند انفجار بزرگ سبب ریزش پلاسکو شد». مشرق. ۳۰ دی ۱۳۹۵. دریافت‌شده در ۲۰ ژانویه ۲۰۱۷.
32. ↑  «ساختمان پلاسکو اصلاً به شبکه گاز متصل نبود که گاز نشت کند/گاز ساختمان‌های اطراف قطع شد». تسنیم. ۳۰ دی ۱۳۹۵. دریافت‌شده در ۲۰ ژانویه ۲۰۱۷.
33. ↑  «خروج زیر آوار ماندگان/ انفجار در طبقه دهم و یازدهم پلاسکو». فارس. ۳۰ دی ۱۳۹۵. دریافت‌شده در ۲۰ ژانویه ۲۰۱۷.
34. ↑  «مهدی چمران:انفجار و ریزش ساختمان پلاسکو به دلیل وجود انبار گازوئیل در طبقات بالا بود». برنا. ۳۰ دی ۱۳۹۵. بایگانی‌شده از اصلی در ۲۵ ژانویه ۲۰۱۷. دریافت‌شده در ۲۰ ژانویه ۲۰۱۷.
35. ↑  «بررسی زوایای پنهانی حادثه پلاسکو در جلسه هیئت امنا با اعضای شورای شهر». ایسنا. ۵ بهمن ۱۳۹۵. دریافت‌شده در ۳۱ ژانویه ۲۰۱۷.
36. ↑  «جدل پلاسکو در شورای شهر». روزنامه ایران. ۶ بهمن ۱۳۹۵. دریافت‌شده در ۳۱ ژانویه ۲۰۱۷.
37. ↑  «علت اصلی آتش‌سوزی پلاسکو از زبان وزیر کشور». جام جم. ۶ بهمن ۱۳۹۵. دریافت‌شده در ۳۱ ژانویه ۲۰۱۷.
38. ↑  «رئیس هیئت گزارش ملی حادثه ساختمان پلاسکو:فرضیه وقوع انفجار در پلاسکو رد شد/ وحدت فرماندهی مدیریت بحران حادثه دچار خلل بوده است». ایلنا. ۱۶ فروردین ۱۳۹۶. دریافت‌شده در ۶ آوریل ۲۰۱۷.
39. ↑  «پایان تراژدی آواربرداری پلاسکو».
40. ↑  «استقرار شعبه ویژه حقوقی پلاسکو/عامل انسانی علت آتش‌سوزی وتخریب». مهر. دریافت‌شده در ۲۳ ژانویه ۲۰۱۷.
41. ↑  راسخون. «پیکر دو تن از آتش نشانان حادثه ساختمان پلاسکو از زیر آوار خارج شد». بایگانی‌شده از اصلی در ۲ فوریه ۲۰۱۷. دریافت‌شده در ۲۰۱۷-۰۱-۲۲.
42. ↑  News، پایگاه خبری تحلیلی فردا | Farda. «یکی از شهدای حادثه پلاسکو احراز هویت شد». دریافت‌شده در ۲۰۱۷-۰۱-۲۲.
43. ↑  جهان|TABNAK، سایت خبری تحلیلی تابناک|اخبار ایران و. «تداوم آواربرداری و جستجو پس از 24 ساعت سکوت/ هویت 6 پیکر احراز شد/ دسترسی بی‌ثمر به اتاق تاسیسات/ احداث دیوار مقابل محل حادثه/ با کشف پیکر 8 شهید در تفحص‌های امروز، شمار پیکرهای پیدا شده به 14 رسید». دریافت‌شده در ۲۰۱۷-۰۱-۲۵.
44. ↑  Irinn. «پیکر آخرین آتش‌نشان شهید پیدا شد». بایگانی‌شده از اصلی در ۲۸ ژانویه ۲۰۱۷. دریافت‌شده در ۲۰۱۷-۰۱-۲۷.
45. ↑  «اخذ نمونه DNA از 13 تن از خانواده‌های مفقود شده در پلاسکو». ایسنا. ۳ بهمن ۱۳۹۵. دریافت‌شده در ۲۳ ژانویه ۲۰۱۷.
46. ↑  «تصاویر و اسامی تمامی شهدای آتش‌نشان حادثه ساختمان پلاسکو». بایگانی‌شده از اصلی در ۲۸ مارس ۲۰۱۷. دریافت‌شده در ۲۰۱۷-۰۳-۲۷.
47. ↑  «پیکر آخرین آتش‌نشان شهید از زیر آوار خارج شد/جستجو برای یافتن پیکر 6 شهروند ادامه دارد». خبرگزاری ایسنا (شناسه خبر: ۹۵۱۱۰۷۰۴۶۳۲). ۷ بهمن ۱۳۹۵. دریافت‌شده در ۲۶ ژانویه ۲۰۱۷.
48. ↑  «تعداد مصدومان حادثه پلاسکو به ۲۳۵ نفر رسید». خبرگزاری ایرنا (شناسه خبر: 82403479). ۸ بهمن ۱۳۹۵. پارامتر |first1= بدون |last1= در Authors list وارد شده‌است (کمک)
49. ↑  «لحظه به لحظه فاجعه پلاسکو: اسامی و تصویر آتش‌نشانان گرفتار در ساختمان پلاسکو تهران+ عکس». رکنا. ۲ بهمن ۱۳۹۵. دریافت‌شده در ۲۲ ژانویه ۲۰۱۷.
50. ↑  «نخستین تصویر از ایثارگرآتش نشان فریدون علی‌تبار - ایران آنلاین». دریافت‌شده در ۲۰۱۷-۰۱-۲۵.
51. 1 2  Irinn. «هویت دو شهید آتش‌نشان که امروز پیدا شدند». بایگانی‌شده از اصلی در ۲۶ ژانویه ۲۰۱۷. دریافت‌شده در ۲۰۱۷-۰۱-۲۵.
52. 1 2  «آخرین وضعیت تشخیص هویت شهدای پلاسکو+ تصاویر شهدا».
53. 1 2  «دو شهید حادثه پلاسکو از منطقه عملیاتی شهرری بودند». بایگانی‌شده از اصلی در ۲ فوریه ۲۰۱۷. دریافت‌شده در ۲۵ ژانویه ۲۰۱۷.
54. ↑  «اسامی و تصاویر 16 شهید آتش‌نشانی حادثه ساختمان پلاسکو در یک قاب».
55. ↑  «شناسایی چهار پیکر دیگر از آتش‌نشان‌های پلاسکو». دریافت‌شده در ۲۰۱۷-۰۱-۲۹.
56. ↑  فرارو
57. ↑  «شناسایی یکی دیگر از جان باختگان پلاسکو».
58. ↑  «33 روز طول کشید تا این جسد شناسایی شود».
59. ↑  «خسارت ۱۵۰۰ میلیاردی حادثه پلاسکو/بیشترین خسارت برای پیراهن‌دوزها». ایسنا. ۲ بهمن ۱۳۹۵. دریافت‌شده در ۲۱ ژانویه ۲۰۱۷.
60. ↑  «۱۰۰ واحد صنفی تحت پوشش بیمه ایران/ برآورد ۳۰ میلیارد تومانی خسارت». ایسنا. ۲ بهمن ۱۳۹۵. دریافت‌شده در ۲۱ ژانویه ۲۰۱۷.
61. ↑  «دستیار رئیس‌جمهور: کسانی که در حادثه پلاسکو بیمه نبودند، بیمه می‌شوند».
62. 1 2  خبرگزاری فارس، ۱۳۹۵۱۰۳۰.
63. ↑  خبرگزاری تسنیم، شناسه خبر: ۱۳۰۱۳۳۶.
64. ↑  خبرگزاری تسنیم، شناسه خبر: ۱۳۰۱۹۲۴.
65. ↑  «(تصاویر) ازدحام مردم اطراف ساختمان پلاسکو». دریافت‌شده در ۲۰۱۷-۰۱-۲۰.
66. ↑  «تجمع مردم و سلفی گرفتن مانع از رسیدن نیروهای امدادی شد/ فیلم». افکار نیوز.
67. ↑  «اگر چند فیلم کمتر گرفته می‌شد، چند نفر بیشتر زندگی می‌کردند».
68. ↑  «عکس عجیب و تاسف‌آور از حادثه پلاسکو/ایستادن مردم روی ماشین آتش‌نشانی برای گرفتن عکس و فیلم».
69. ↑  «چرا در حادثه پلاسکو از بالگرد استفاده نشد؟!». ایلنا. ۹ بهمن ۱۳۹۵. دریافت‌شده در ۳۱ ژانویه ۲۰۱۷.
70. ↑  «مشروح گزارش کمیسیون سلامت شورای شهر دربارهٔ حادثه حریق خیابان جمهوری». تسنیم. ۱۵ بهمن ۱۳۹۲. دریافت‌شده در ۳۱ ژانویه ۲۰۱۷.
71. ↑  «هیئت دولت شنبه را عزای عمومی اعلام کرد». ایسنا. ۱ بهمن ۱۳۹۵. دریافت‌شده در ۲۰ ژانویه ۲۰۱۷.
72. ↑  Khamenei.ir (۲۰۱۷-۰۱-۱۹). «پیام در پی حادثه دردناک آتش‌سوزی و فروریختگی ساختمان در مرکز تهران». دریافت‌شده در ۲۰۱۷-۰۱-۱۹.
73. ↑  پایگاه اطلاع‌رسانی ریاست جمهوری ایران، شناسه خبر: ۹۷۳۱۷.
74. ↑  «دستور رئیس‌جمهوری به وزیر کشور در پی حادثه آتش‌سوزی و فروریزی ساختمان پلاسکو». ایران آنلاین. دریافت‌شده در ۱۹ ژانویه ۲۰۱۷.
75. ↑  «بازدید مسئولان از محل حادثه پلاسکو».
76. ↑  «بازدید دادستان تهران از محل حادثه پلاسکو».
77. ↑  «عکس/ حضور امیر پوردستان در محل حادثه پلاسکو». مشرق نیوز.
78. ↑  «بازتاب حادثه ساختمان پلاسکو در رسانه‌های خارجی». www.yjc.ir. ۳۰ دی ۱۳۹۵. دریافت‌شده در ۲۰۲۰-۱۰-۰۱.
79. ↑  پیام بشار اسد به روحانی در پی حادثه ساختمان پلاسکو
80. ↑  «رئیس‌جمهوری ارمنستان به روحانی تسلیت گفت». ایرنا.
81. ↑  «مقامات کویت حادثه پلاسکو را تسلیت گفتند». مهر.
82. ↑  «امیر قطر حادثه پلاسکو را تسلیت گفت». العالم.
83. ↑  «رئیس‌جمهور صربستان حادثه دلخراش پلاسکو را تسلیت گفت». انتخاب.
84. ↑  «وزیر خارجه اسلوونی حادثه پلاسکو را تسلیت گفت». مشرق نیوز.
85. ↑  «رئیس‌جمهوری آذربایجان حادثه مجتمع تجاری پلاسکو را تسلیت گفت». ایرنا.
86. ↑  «پیام تسلیت و ابراز همدردی وزارت خارجه فرانسه در پی سانحه ساختمان پلاسکو». ایسنا.
87. ↑  «پیام تسلیت آفریقای جنوبی در پی حادثه پلاسکو». عصر ایران.
88. ↑  خبرگزاری ایرنا، شناسهٔ خبر: ۸۲۳۹۳۹۹۳(۵۷۸۶۵۳۷).
89. ↑  خبرگزاری ایرنا، شناسهٔ خبر: ۸۲۳۹۴۱۵۸ (۵۷۸۶۷۲۹).
90. ↑  «پیام تسلیت «رحمان» به مناسبت حادثه پلاسکو». فارس نیوز.
91. ↑  «ابراز همدردی رؤسای جمهور ازبکستان، ترکمنستان و قرقیزستان با قربانیان «پلاسکو»». فارس نیوز.
92. ↑  «پیام تسلیت لوکاشنکو برای حادثه پلاسکو». \پارسینه.
93. ↑  «همدردی سفیر بریتانیا با حادثه دیدگان ساختمان پلاسکو». ایلنا.
94. ↑  «ابراز همدردی آتش‌نشانان کره جنوبی با شهدای آتش‌نشان پلاسکو». رکنا.
95. ↑  «همدردی آتش نشانان شیلی با شهدای آتش‌نشان حادثه پلاسکو». ایرنا.
96. ↑  «قدردانی نماینده سازمان ملل از همدردی آتش‌نشانی لندن با سانحه دیدگان پلاسکو». ایرنا.
97. ↑  «اشک آتش‌نشانان پرتغالی در سوگ همکاران ایرانی». فارس نیوز.
98. ↑  «ادای احترام آتش‌نشانان ترکیه به شهدای پلاسکو». ایرنا.
99. ↑  «اادای احترام آتش‌نشانان اسپانیایی به شهدای آتش‌نشان». اقتصاد آنلاین.
100. ↑  «همدردی آتش‌نشانان جهان با حادثه‌دیدگان ساختمان پلاسکو». خبرآنلاین.
101. ↑  ابراز همدردی رئیس اداره آتش‌نشانی کالیفرنیا با حادثه دیدگان +تصویر
102. ↑  «ادای احترام آتش نشانان ونزوئلایی به قهرمانان پلاسکو». ایسنا.
103. ↑  «همدردی مردم تهران با آتش نشانان حادثه پلاسکو (عکس)». عصر ایران.
104. ↑  «ادای احترام به آتش‌نشانان جانباخته حادثه پلاسکو توسط جمعی از ایرانیان مقیم کانادا (عکس)». پول نیوز. بایگانی‌شده از اصلی در ۲۴ ژانویه ۲۰۱۷. دریافت‌شده در ۲۳ ژانویه ۲۰۱۷.
105. ↑  «گردهمایی در تئاتر شهر به یاد شهدای آتش‌نشان». ایسنا.
106. ↑  جهان|TABNAK، سایت خبری تحلیلی تابناک|اخبار ایران و. «پلیس تقلبی حاضر در پلاسکو دستگیر شد». دریافت‌شده در ۲۰۱۷-۰۱-۲۳.
107. ↑  «پیکرهای شهدای آتش‌نشان در قطعه ۵۰ بهشت زهرا (س) آرام گرفتند». بایگانی‌شده از اصلی در ۲ فوریه ۲۰۱۷. دریافت‌شده در ۲۰۱۷-۰۱-۳۰.
108. ↑  «حضور رؤسای قوا در مراسم تشییع پیکر شهدای آتش‌نشان پلاسکو/ از همه جای ایران برای بدرقه آمدند/ پیکر شهدا در خاک آرام گرفت+ فیلم و تصاویر». دریافت‌شده در ۲۰۱۷-۰۱-۳۰.
109. ↑  «امام خامنه‌ای با خانواده شهدای آتش‌نشان دیدار کردند+ تصاویر». دریافت‌شده در ۱۵ بهمن ۱۳۹۵.
110. ↑  ایلنا. «آخوندی: حادثه پلاسکو نتیجه سازش مدیریت شهری با سوداگران است/ رسانه ملی در حق مردم جفا می‌کند». راستان نیوز. بایگانی‌شده از اصلی در ۱۰ سپتامبر ۲۰۱۷. دریافت‌شده در ۲۴ فوریه ۲۰۱۷.
111. ↑  «گزارش ملی پلاسکو را منتشر کنید». عصر پرس. ۳ بهمن ۱۳۹۵.
112. ↑  ««هیئت ویژه گزارش ملّی بررسی حادثه ساختمان پلاسکو» تشکیل شد». باشگاه خبرنگاران جوان. ۹ بهمن ۱۳۹۵.
113. ↑  «بازداشت 2 نفر در پرونده «پلاسکو»». فرارو. ۲۴ بهمن ۱۳۹۵.
114. ↑  «مخالفت پلاسکونشینان با پراکنده شدن در پاساژهای پیشنهادی/ مجتمع "نور" پیشنهاد کسبه». ایسنا. ۲۰۱۷-۰۱-۲۶. دریافت‌شده در ۲۰۲۰-۱۰-۰۱.
115. ↑  پارسینه (۲۰۱۷-۰۱-۲۷). «۵ تصمیم جدید برای کسبه ساختمان پلاسکو». پارسینه|Parsine. دریافت‌شده در ۲۰۱۷-۰۱-۲۷.
116. ↑  آفتاب (۲۰۱۷-۰۱-۲۶). «درگوشی‌های بازار پوشاک، پس از ریختن پلاسکو». آفتاب. دریافت‌شده در ۲۰۱۷-۰۱-۲۶.
117. ↑  «اصناف پلاسکو در مرکز تجاری نور تهران مستقر می‌شوند». عصر ایران. ۲۰۱۷-۰۱-۲۸. دریافت‌شده در ۲۰۱۷-۰۱-۲۸.
118. ↑  آفتاب (۲۰۱۷-۰۱-۲۷). «سهم پلاسکو از تأمین پوشاک ایران چقدر بود؟». آفتاب. دریافت‌شده در ۲۰۱۷-۰۱-۲۹.
119. ↑  «ایرنا». همه کسبه پلاسکو مرکز تجاری نور را انتخاب کردند. ۲۰۱۷-۰۱-۲۹. دریافت‌شده در ۲۰۱۷-۰۱-۲۹.
120. ↑  «پلاسکونشینان هنوز به "نور" نرفته‌اند». ایسنا. ۲۰۱۷-۰۲-۰۵. دریافت‌شده در ۲۰۱۷-۰۲-۰۵.
121. ↑  «بازگشایی پلمب واحدهای آسیب‌ندیده پلاسکو/اصناف هنوز به مجتمع نور نرفته‌اند». روزنامه آسیا. ۱۶ بهمن ۱۳۹۵. بایگانی‌شده از اصلی در ۵ فوریه ۲۰۱۷. دریافت‌شده در ۱ اکتبر ۲۰۲۰.
122. ↑  «آغاز بکار کسبه پلاسکو در ساختمان نور/ تجلی اقتصاد مقاومتی با خرید پوشاک ایرانی در آستانه نوروز». خبرگزاری ایمنا. ۲۰۱۷-۰۲-۰۵. دریافت‌شده در ۲۰۱۷-۰۲-۰۵.
123. ↑  خبرگزاری تسنیم (۲۰۱۷-۰۲-۰۵). «استقرار کسبه پلاسکو در مجتمع تجاری نور تهران قطعی شد». خبرگزاری تسنیم. دریافت‌شده در ۲۰۱۷-۰۲-۰۵.
124. ↑  «استقرار پلاسکو نشینان در مجتمع نور از فردا + قیمت واحدها». ایسنا. ۲۰۱۷-۰۲-۰۱. دریافت‌شده در ۲۰۱۷-۰۲-۰۶.
125. ↑  «مجتمع نور را چه کسی به پلاسکویی‌ها داد؟ - صبحانه آنلاین». Sobhanehonline.com. ۲۰۱۷-۰۲-۰۸. بایگانی‌شده از اصلی در ۸ فوریه ۲۰۱۷. دریافت‌شده در ۲۰۱۷-۰۲-۰۸.
126. ↑  «مغازه‌های مجتمع نور در حال تحویل به کسبه پلاسکو». Betanews.ir. ۲۰۱۷-۰۲-۰۸. بایگانی‌شده از اصلی در ۸ فوریه ۲۰۱۷. دریافت‌شده در ۲۰۱۷-۰۲-۰۸.
127. ↑  ایران، پایگاه اطلاع‌رسانی شبکه خبر صدا و سیمای جمهوری اسلامی ایران (۲۵ بهمن ۱۳۹۵). «فروش فوق‌العاده واحدهای آسیب دیده پلاسکو در مجتمع نور». fa. دریافت‌شده در ۲۰۲۰-۱۰-۰۱.[پیوند مرده]
128. ↑  «جانمایی کسبه پلسکو در مجتمع نور تغییر نمی‌کند». www.ion.ir. ایران آنلاین. ۲۰۱۷-۰۲-۱۴. دریافت‌شده در ۲۰۱۷-۰۲-۱۴.
129. ↑  ادمین (۳۰ دی ۱۳۹۷). «دل پر درد بازماندگان شهدای آتش‌نشان پلاسکو:حقوق شهدای مجرد قطع شده است/هنوز نتوانستیم یک سایبان بر مزار شهدا نصب کنیم!». شورا آنلاین. بایگانی‌شده از اصلی در ۲۲ ژانویه ۲۰۲۱. دریافت‌شده در ۲۱ ژانویه ۲۰۲۱. مقدار |dead-url=dead نامعتبر (کمک)
130. ↑  «ادای دین هنرمندان تجسمی به قهرمانان حادثه پلاسکو». هنرگردی. ۲۰۱۷-۰۱-۲۴. دریافت‌شده در ۲۰۲۰-۱۰-۰۱.
131. ↑  «fire». هنرگردی. دریافت‌شده در ۲۰۲۰-۱۰-۰۱.
132. ↑  10 (۲۰۱۷-۰۱-۲۱). «نمایشگاه تجسمی با موضوع حادثه پلاسکو برگزار می‌شود». ایرنا. دریافت‌شده در ۲۰۲۰-۱۰-۰۱.
133. ↑  "Aliha Gallery | Artists for Plasco" (به انگلیسی). Archived from the original on 4 August 2017. Retrieved 2020-10-01.
134. ↑  «ادای دین هنرمندان تجسمی به قهرمانان پلاسکو در گالری علیها». هنرگردی. ۲۰۱۷-۰۱-۲۷. دریافت‌شده در ۲۰۲۰-۱۰-۰۱.
135. ↑  Plasco Exhibition in Aliha Gallery - نمایشگاهی به یاد پلاسکو در گالری علیها (ویدئو). Aliha Gallery. ۳ مارس ۲۰۱۷.
136. ↑  خبرگزاری تسنیم: محل سابق ساختمان پلاسکو باید به «موزه شهدای آتش‌نشان» تبدیل شود، نوشته‌شده در ۱۱ بهمن ۱۳۹۵؛ بازدید در ۱۲ بهمن ۱۳۹۵.
137. ↑  «محدوده پلاسکو را استتار کردند/ ساخت ایستگاه آتش‌نشانی به جای پلاسکو و تغییر نام چهارراه استانبول». پایگاه خبری، تحلیلی رویداد24. ۲۰۱۷-۰۲-۰۵. دریافت‌شده در ۲۰۱۷-۰۲-۰۵.
138. ↑  «جستارهایی در پلاسکو» خبرگزاری تسنیم، نوشته‌شده در ۱۱ بهمن ۱۳۹۵؛ تاریخ بازبینی ۱۴ بهمن ۱۳۹۵.